# 김동민 (1993년)
김동민(1993년 3월 29일 ~ )은 대한민국의 축구 선수로, 포지션은 수비형 미드필더이다.

## 선수 경력
2012년 중앙고등학교 졸업 후 독일로 건너가 SC 빅토리아 06 그리스하임에서 반 년간 활약했다. 2013년 여름 3. 리가에서 강등된 SV 바벨스베르크 03로 이적했으나, 부상으로 적응에 어려움을 겪었다. 2014년부터 2021년까지 인터 라이프치히에서 7시즌 중 5시즌을 주장으로 활약하며 팀의 오버리가 승격에 기여했다. 2021년 레기오날리가 클럽 FC 아일렌부르크로 이적해 첫 시즌 팀의 강등을 경험했으나, 다음 시즌 오버리가 우승으로 레기오날리가의 재승격을 이끌었다.